# Retosachi
Retosachi es una localidad que pertenece al Municipio de Guachochi, en Chihuahua, México. Se sitúa a 2136 metros sobre el nivel del mar. Se encuentra cerca de las localidades de Rojasicachi y Rocoroachi.